# Zelene, Volodîmîreț
Zelene (în ucraineană Зелене) este un sat în comuna Krasnosillea din raionul Volodîmîreț, regiunea Rivne, Ucraina.

## Demografie
Componența lingvistică a localității Zelene
     Ucraineană (99,29%)
     Alte limbi (0,35%)
Conform recensământului din 2001, majoritatea populației localității Zelene era vorbitoare de ucraineană (99,29%), existând în minoritate și vorbitori de alte limbi.